# Donald Mackay
Donald Bruce Mackay (13 de setembro de 1933 – 15 de julho de 1977) foi um ativista anti-drogas australiano que teve atenção e fama na mídia em 1977 devido às circunstâncias dos seu homicídio.

## Vida pessoal
Mackay nasceu em Griffith e foi criado em Sydney. Ele e a sua família dirigiam um negócio de mobília local chamado Mackay's Furniture.
A sua mulher Barbara (1935-2001) era uma membro activo da Igreja Unida em Griffith e dirigiu um grande número de musicais para crianças em Griffith, incluindo Spindles and the Lamb e It's cool in the Furnace. Actualmente, a família Mackay ainda tem uma propriedade em Griffith. O filho de Donald Mackay, Paul, dirige a loja de mobília da família.
Em 1974, Mackay mostrou-se como candidato do Partido Liberal para a Casa de Representantes contra Al Grassby no lugar de Riverina. Ele também se candidatou para o departamento político em 1973 e 1976 mas nunca foi eleito. Contudo, as suas preferências foram para o candidato do Partido Nacional John Sullivan, permitindo-lhe sair de Grassby.

## O que levou ao homicídio
Preocupado sobre o crescente negócio de droga na sua área, e sabendo de uma plantação de marijuana próximo de Coleambally, Mackay informou a equipe de detetives anti-drogas, resultando em várias detenções e na condenação de 4 homens de descendência italiana. No julgamento dos homens presos, Mackay foi identificado como a pessoa que tinha falado.
Foi feita uma tentativa de atrair Mackay a Jerilderie por um "Sr. Adams" que queria fazer um grande pedido de mobília do negócio de família de Mackay. Mackay, ocupado com outros assuntos, enviou o empregado Bruce Pursehouse para conhecer "Adams", que não se aproximou de Pursehouse. Acredita-se ter sido uma tentativa de assassinar Mackay. Pursehouse mais tarde identificou um homem que tinha visto em Jerilderie como suspeito da morte de Mackay.

## Noite do assassinato de Mackay
Em 15 de Julho de 1977, Mackay desapareceu de um parque de estacionamento de um hotel depois de ter bebido algumas bebidas com uns amigos e nunca foi encontrado. Foram encontradas manchas do seu grupo sanguíneo no seu carro e no chão próximo, e as suas chaves estavam debaixo da carroceira. Perto havia marcas de arrastões, cabelo, e 3 cartuchos gastos de uma arma calibre 22.
A Comissão Real de Woodward descobriu que os 6 principais suspeitos do homicídio tinha todos álibis convenientes. Na noite do homicídio, Tony e Domenic Sergi, nomeados como principais suspeitos pela Comissão Real de Woodward, estavam num pub em Griffith com uma série de polícias; Giuseppe e Rocco Barbaro foram para Sydney e, depois, para Gold Coast, não regressando a Griffith até 20 de Julho; Francesco Barbaro, cunhado de Tony Sergi e primo de Savero Barbaro (que foi preso 3 meses antes por produção de marijuana), ficou no Clube de Antigos Recrutas de Griffith; e Robert Trimbole estava em Randwick, Sydney, num restaurante.
O desaparecimento de Mackay casou investigações em todo o país, e o supervisor de detectives de Griffith, James Bindon, chegou a conclusão que Robert Trimbole era responsável pela morte. Trimbole tinha feito anteriormente ameças de morte contra Mackay. A morte incentivou a percepção de que Griffith estava cheio de mafiosos e que era a "capital da marijuana da Austrália".

## Comissão Real de Woodward
O caso Mackay levou o então primeiro ministro de Nova Gales do Sul, Neville Wran, escolhesse o juiz Philip Woodward para liderar a Comissão Real de Woodward na troca de drogas ilegais em Nova Gales do Sul. Em 1979, Woodward descobriu que Mackay tinha sido assassinado por um matador contratado pela "Sociedade de Honra", uma célula criminosa de Griffith da organização de Calábria, Ndrangheta.
O Juiz Woodward, no seu relatório final, concluiu que os membros desta organização que estavam envolvidos no homicídio de Mackay eram Francesco Sergi (nascido a 24 de Janeiro de 1935), Domenic Sergi (nascido a 3 de Março de 1939), Antonio Sergi (nascido a 4 de Fevereiro de 1950), Antonio Sergi (nascido a 29 de Outubro de 1935), Francesco Barbaro (nascido a 8 de Setembro de 1937) e Robert Trimbole (nascido a 19 de Março de 1931). O Juiz Woodward pediu que a polícia pesquisasse os "castelos de ervas" de Griffith mas foi recusado.

## Depois do homicídio de Mackay

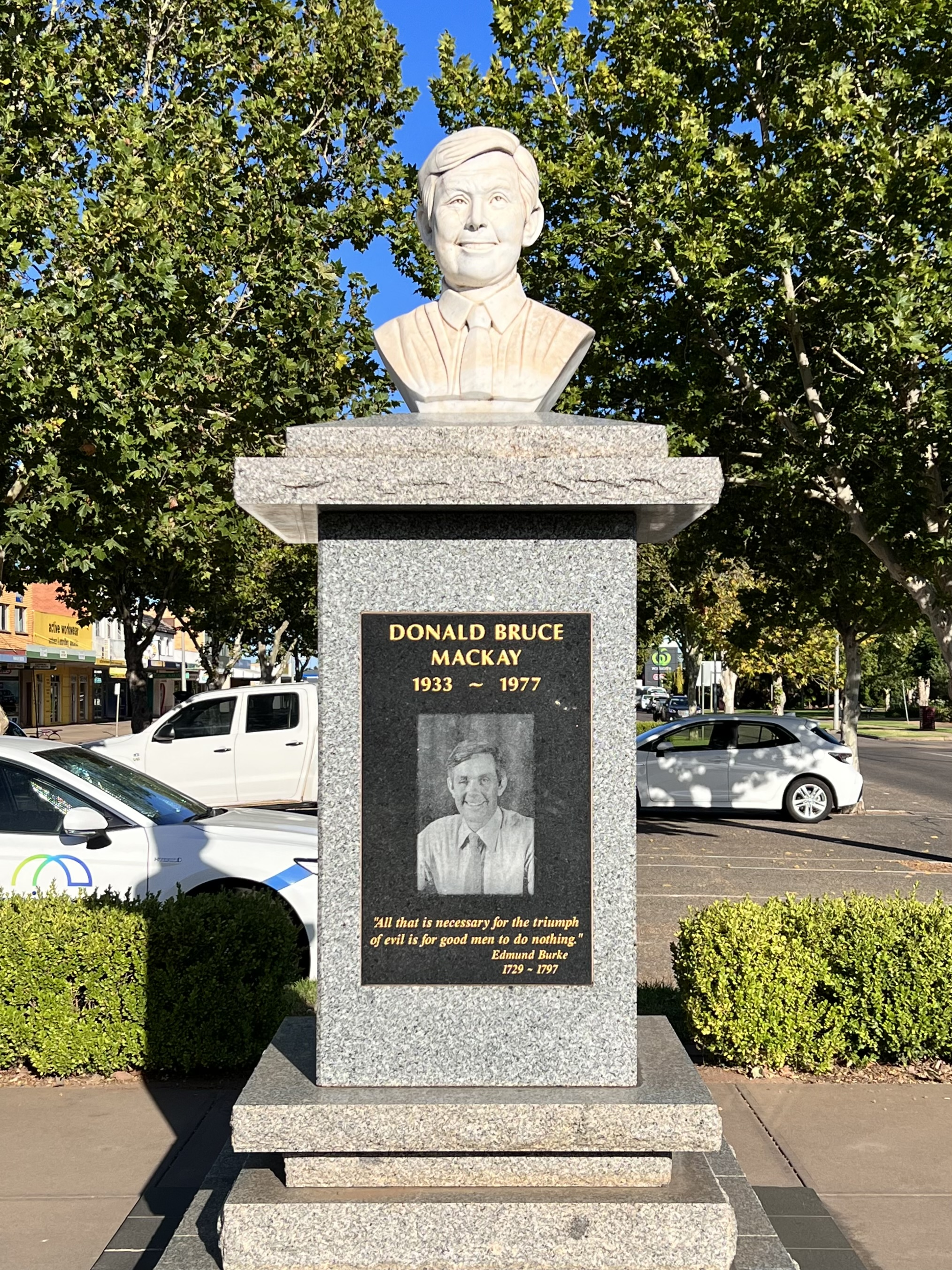
Memorial de Mackay em Banna Avenue.

Em 1980, Al Grassby foi acusado de difamação criminal quando foi alegado que ele tinha pedido ao político Michael Maher, para ler na Assembleia Legislativa de Nova Gales do Sul, um documento que acusava a mulher de Mackay, Barbara, e o advogado da sua família como responsáveis do desaparecimento de Mackay. Um inquérito de John Nagle Q. C. descobriu que nenhum "homem decente" poderia ter espalhado essas "mentiras vulgares" que Grassby tinha dito. Grassby manteve a sua inocência e batalhou durante 12 anos em tribunais até ser eventualmente absolvido num recurso em agosto de 1992 e foi indemnizado em A$180,000. Grassby já tinha perdido um processo civil preenchido por Barbara Mackay, forçando-o a desculpar-se.
Em 1984, o investigador de homicídios determinou que Mackay tinha morrido de "ferimentos de bala intencionalmente infligidos".
Em 1986, James Frederick Bazley, assassino contratado, foi acusado da sua morte. Bazley disse ser inocente, acusando alegadamente o antigo detective corrupto de Sydney, Fred Krahe, como o assassino, mas foi condenado por conspiração com Gianfranco Tizzone, Robert Trimbole, George Joseph e outras pessoas desconhecidas de terem assassino Mackay, bem como pelos assassinatos dos detetives Douglas e Isabel Wilson. Foi sentenciado a prisão perpétua.
Gianfranco Tizzoni, que se tornou informante em 1983, admitiu a sua cumplicidade com o homicídio de Mackay. Especificamente, Tizzoni admitiu ter arranjado um assassino de aluguel que conhecia como 'Fred' para aceitar o contrato. Quando foram mostradas fotografias de possíveis suspeitos, Tizzone apontou James Frederick Bazley como o assassino.

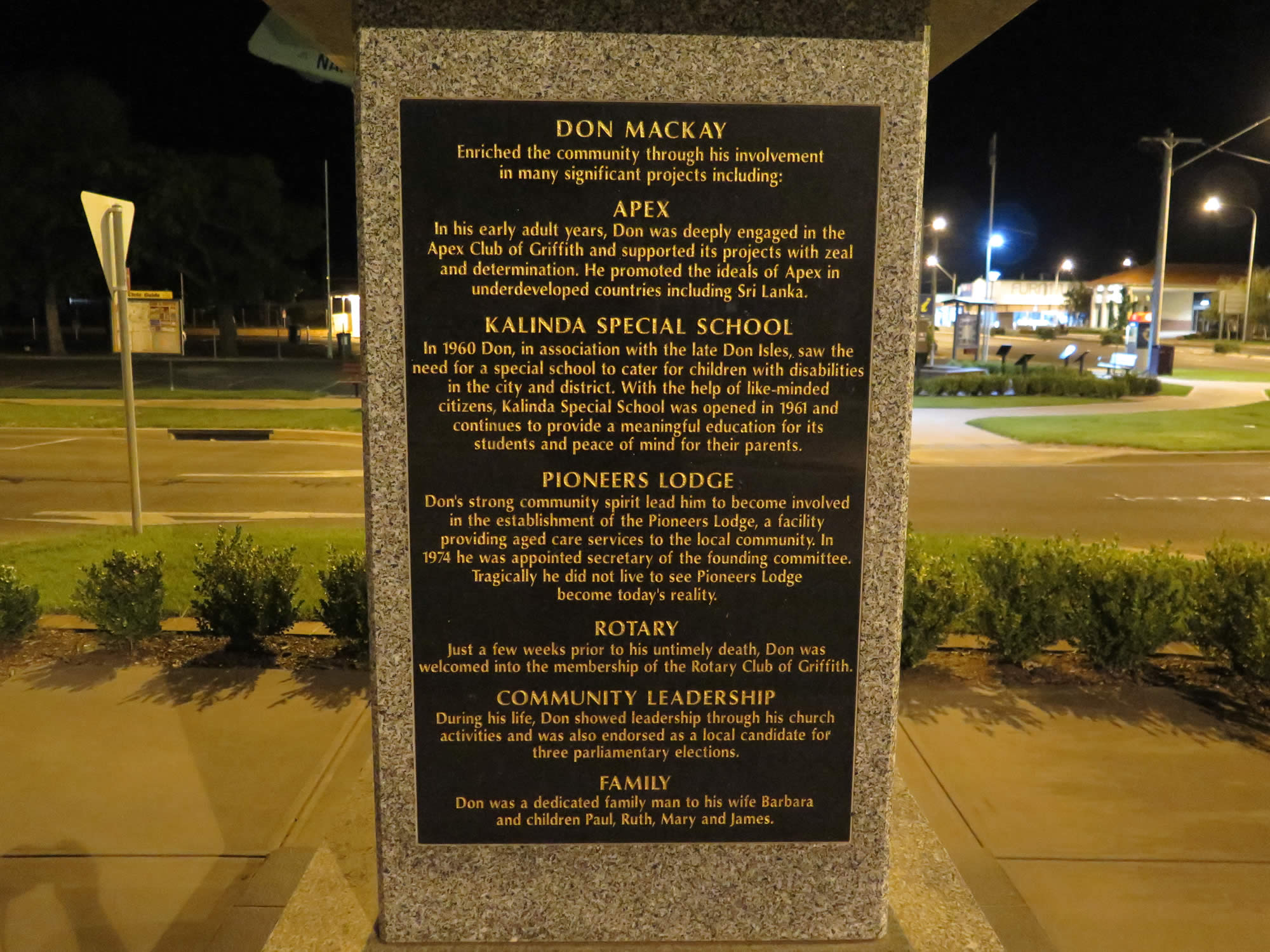

Em Julho de 2012, 35 anos depois do seu desaparecimento, a polícia de Nova Gales do Sul, ofereceu uma recompensa de $200,000 por informação do paradeiro de Mackay. A recompensa foi considerada como uma tentativa de último recurso para atar pontas soltas. Em particular, aquelas de James Frederick Bazley, que tem 86 anos e está doente. Contudo, em momentos raros em que quebrou o silêncio, Bazley recusou ter sido o assassino.

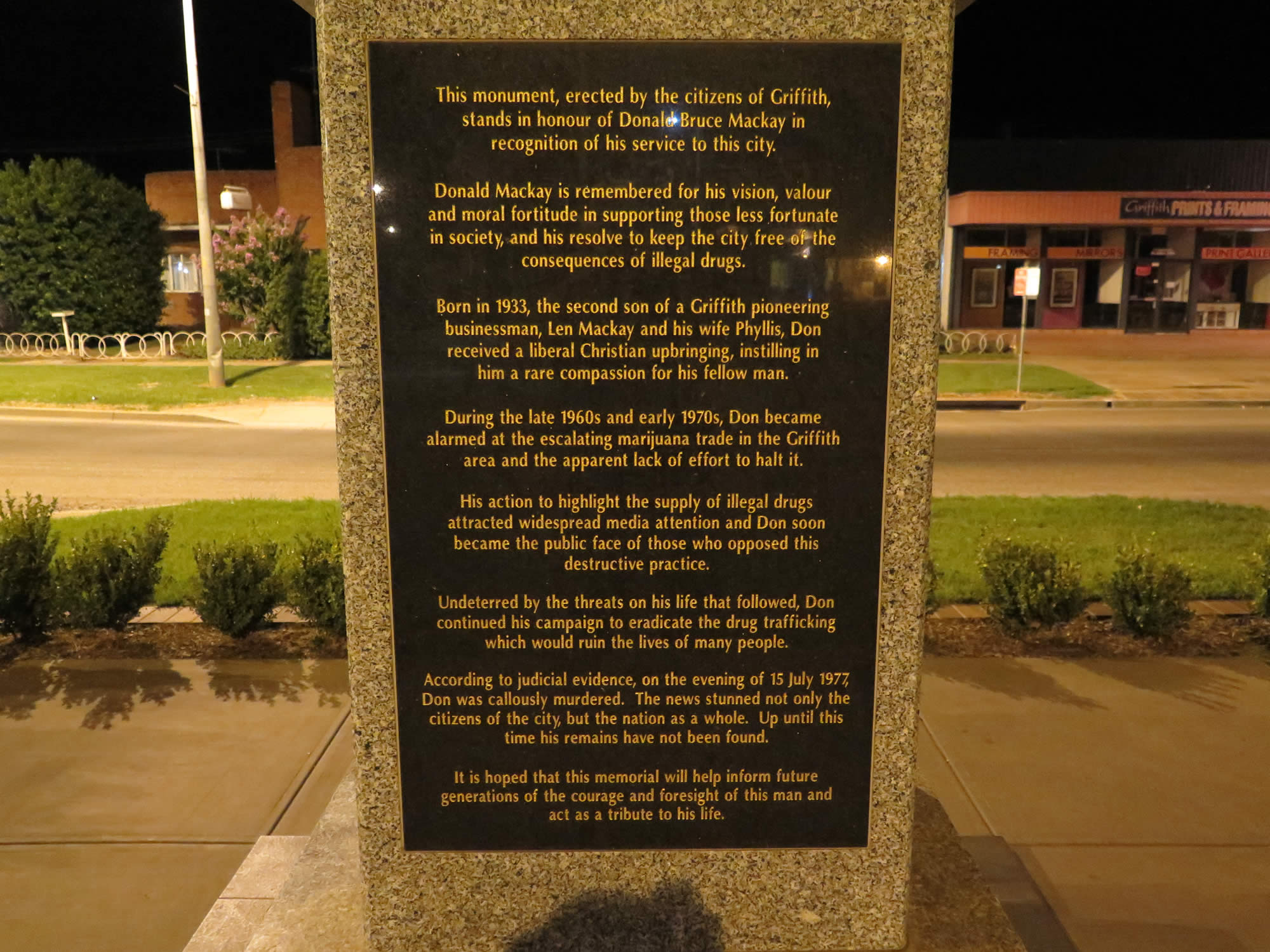

## Legado
A Associação de Churchill para Donald Mackay foi inaugurada em 1987. O fundo Churchill premia anualmente jornalistas e detectives que estudam métodos de investigação e descobrem o crime organizado.
No fim de 2008, o Clube Rotary de Griffith ergueu um memorial em Banna Avenue, a rua principal de Griffith, para honrar o 30º aniversário do homicídio de Donald Mackay. A estátua do próprio Donald Mackay é um busto de mármore com uma placa com a inscrição "Tudo o que é necessário para o triunfo do mal é os homens bons não fazerem nada."
O actor australiano Andrew McFarlane protagonizou-o na série de televisão de 2009 Underbelly: A Tale of Two Cities.